# Арвед Барин
Арвед Бари́н (урождённая — Луиза Сесилия Буффе, в замужестве — Винсентс-Стапфер) (фр. Arvède Barine; 17 ноября 1840, Париж — 14 ноября 1908, Париж) — французская писательница, переводчица

 и историк.
Писала, в основном, на тему женщин, а также о путешествиях, политических проблемах дня и фантастической литературе таких авторов, как Эдгар По, Э. Гофман и др.
Одна из первых во Франции обратила внимание на творчество Г. Ибсена (1877) и Л. Толстого, произведения которых она переводила. Особенно известны её «литературные портреты» в «Portraits des femmes, princesses et grandes dames».
Арвед Бари́н, последовательница И. Тэна, применяла социологический анализ: например, в «Les contes de Perrault» показывает, как преломляются быт и воззрения буржуа XVII века сквозь призму традиционных сказочных типов («Кот в сапогах», «Золушка» и т. д.).
Арвед Бари́н также — автор книги «Неврозы» («Nevrosés», Эдгар По, Э. Гофман и др.) (1898) и биографий Бернардена де Сен-Пьера, Жорж Санд, Мюссе, Анны де Монпансье, Софьи Ковалевской, Франциска Ассизского (рус. пер. 1912) и др.
Была членом Лиги французского отечества.

## Избранные сочинения
- L'Œuvre De Jésus-Ouvrier. Les Cercles catholiques, origines, organisation, action (1879)
- Portraits de femmes. Madame Carlyle. George Eliot. Un couvent de femmes en Italie en xvie siècle. Psychologie d’une sainte. Sophie Kovalewski (1887)
- Essais et Fantaisies (1888)
- Princesses et grandes dames. Marie Mancini. La Reine Christine. Une princesse arabe. La duchesse du Maine. La margrave de Bayreuth (1890)
- Alfred de Musset (1891)
- Bernardin de Saint-Pierre (1891)
- Bourgeois et gens de peu. Un juif polonais (Salomon Maimon). Bourgeois d’autrefois (la famille Goethe). Une âme simple (mémoires d’un illettré). Un évadé de la civilisation (John Nelson). Les Gueux d’Espagne (Lazarillo de Tormes) (1894)
- Névrosés : Hoffman, Quincey, Edgar Poe, G. de Nerval (1898)
- Saint François d’Assise et la légende des trois compagnons (1901)
- La Jeunesse de la Grande Mademoiselle (1627—1652) (1901)
- Louis XIV et la Grande Mademoiselle (1652—1693) (1905)
- Madame, mère du Régent, 1652—1722, ouvrage posthume complété par Louis Batiffol (1909)
- «Мемуары арабской принцессы».

## Награды
- Кавалер ордена Почётного легиона (1904)
- Премия Prix Vitet Французской академии (1894)
- Премия Эстраде-Делькрос Академии моральных и политических наук (1901)